# Clappertonia
Clappertonia  es un género de fanerógamas con tres especies perteneciente a la familia Malvaceae. Es originario de los trópicos de África y América. Fue descrito por Carl Daniel Friedrich Meissner  y publicado en  Plantarum vascularium genera secundum ordines ... 1: 36, en el año 1837.

## Descripción
Son arbustos o plantas herbáceas. Las inflorescencias son pequeñas y se producen en cimas terminales o axilares. Las flores con los pétalos de color rosa, púrpura o blanco. El fruto es una cápsula.

## Especies
| - Clappertonia ficifolia - Clappertonia minor - Clappertonia polyandra |

## Sinonimia
- Cephalonema K.Schum.
- Honkenya Cothen.
- Honckenya Willd.[3]